# قائمة رؤساء بوركينا فاسو
هذه قائمة رؤساء بوركينا فاسو منذ أن نالت جمهورية فولتا العليا استقلالها عن فرنسا عام 1960 حتى الوقت الحاضر. رئيس دولة بوركينا فاسو الحالي هو النقيب إبراهيم تراوري، استولى على السلطة في 30 سبتمبر 2022، في أعقاب الانقلاب على بول هنري. علق المجلس العسكري العمل بالدستور في 30 سبتمبر وعين إبراهيم تراوري رئيسًا مؤقتًا.

## عناوين المنصب
- 1960–1980: رئيس الجمهورية
- 1980–1982: رئيس اللجنة العسكرية للتعافي من أجل التقدم الوطني
- 1982: رئيس اللجنة المؤقتة للإنقاذ الشعبي
- 1982–1983: رئيس الدولة
- 1983–1987: رئيس المجلس الثوري الوطني ورئيس الدولة
- 1987–1991: رئيس الجبهة الشعبية ورئيس الدولة
- 1991–2014: رئيس الجمهورية
- 2015: رئيس المجلس الوطني للديمقراطية
- 2015–2022: رئيس الجمهورية
- 2022–الآن: رئيس الحركة الوطنية للحماية والاستعادة

## مفتاح القائمة
الأحزاب السياسية
- التجمع الديمقراطي الأفريقي

- الجبهة الشعبية / منظمة من أجل الديمقراطية الشعبية – حركة العمال / المؤتمر من أجل الديمقراطية والتقدم

- الحركة الشعبية من أجل التقدم

فصائل أخرى
- عسكري

- مستقل

الحالة
- رئيس انتقالي

- القائم بأعمال الرئيس في التمرد

## القائمة
| الترتيب              | الاسم (الميلاد–الوفاة)                | الصورة | الفترة                  | الفترة                   | الفترة             | الانتخابات          | الحزب السياسي | الحزب السياسي                                                                                              | رئيس/رؤساء الوزراء                                   |
| الترتيب              | الاسم (الميلاد–الوفاة)                | الصورة | استلم المنصب            | ترك المنصب               | المدة              | الانتخابات          | الحزب السياسي | الحزب السياسي                                                                                              | رئيس/رؤساء الوزراء                                   |
| -------------------- | ------------------------------------- | ------ | ----------------------- | ------------------------ | ------------------ | ------------------- | ------------- | --- | ---------------------------------------------------- |
| جمهورية فولتا العليا |                                       |        |                         |                          |                    |                     |               | |                                                      |
| 1                    | موريس ياميوغو (1921–1993)             |        | 5 أغسطس 1960            | 3 يناير 1966 (أطيح به)   | 5 سنوات و151 أيام  | 1959 1965           |               | التجمع الديمقراطي الأفريقي                                                                                 | لم يستحدث المنصب                                     |
| 2                    | سانغولي لاميزانا (1916–2005)          |        | 3 يناير 1966            | 25 نوفمبر 1980 (أطيح به) | 14 سنوات و327 أيام | 1978                |               | عسكري / مستقل                                                                                              | جيرارد ويدراوغو هو نفسه جوزيف كونومبو                |
| 3                    | سايي زيربو (1932–2013)                |        | 25 نوفمبر 1980          | 7 نوفمبر 1982 (أطيح به)  | 1 سنة و347 أيام    | –                   |               | عسكري | هو نفسه                                              |
| 4                    | جان بابتيست ويدراوغو (1941–)          |        | 8 نوفمبر 1982           | 4 أغسطس 1983 (أطيح به)   | 268 أيام           | –                   |               | عسكري | توماس سانكارا                                        |
| 5                    | توماس سانكارا (1949–1987)             |        | 4 أغسطس 1983            | 4 أغسطس 1984             | سنة واحدة          | –                   |               | عسكري | ألغي المنصب                                          |
| بوركينا فاسو         |                                       |        |                         |                          |                    |                     |               | |                                                      |
| (5)                  | توماس سانكارا (1949–1987)             |        | 4 أغسطس 1984            | 15 أكتوبر 1987 (اغتيل)   | 3 سنوات و72 أيام   | –                   |               | عسكري | ألغي المنصب                                          |
| 6                    | بليز كومباوري (1951–)                 |        | 15 أكتوبر 1987          | 31 أكتوبر 2014 (استقال)  | 27 سنوات و16 أيام  | 1991 1998 2005 2010 |               | عسكري / الجبهة الشعبية منظمة من أجل الديمقراطية الشعبية – حركة العمال / المؤتمر من أجل الديمقراطية والتقدم | يوسف ويدراوغو كابوري كادري ويدراوغو يونلي زونغو تياو |
| –                    | هونوري تراوري (1957–) (مطالب بالمنصب) |        | 31 أكتوبر 2014          | 1 نوفمبر 2014            | 1 يوم              | –                   |               | عسكري | المنصب شاغر                                          |
| –                    | يعقوب إسحاق زيدا (1965–)              |        | 1 نوفمبر 2014           | 18 نوفمبر 2014           | 17 أيام            | –                   |               | عسكري (فوج الأمن الرئاسي)                                                                                  | المنصب شاغر                                          |
| –                    | ميشيل كافاندو (1942–)                 |        | 18 نوفمبر 2014          | 17 سبتمبر 2015 (أطيح به) | 303 أيام           | –                   |               | مستقل | زيدا                                                 |
| 7                    | جيلبرت ديندري (ق. 1960–)              |        | 17 سبتمبر 2015          | 23 سبتمبر 2015 (تنحى)    | 6 أيام             | –                   |               | عسكري (فوج الأمن الرئاسي)                                                                                  | المنصب شاغر                                          |
| –                    | شريف سي (1960–) (في معارضة لديندري)   |        | 17 سبتمبر 2015          | 23 سبتمبر 2015           | 6 أيام             | –                   |               | مستقل | المنصب شاغر                                          |
| –                    | ميشيل كافاندو (1942–)                 |        | 23 سبتمبر 2015 (استرجع) | 29 ديسمبر 2015           | 97 أيام            | –                   |               | مستقل | زيدا                                                 |
| 8                    | روش مارك كريستيان كابوري (1957–)      |        | 29 ديسمبر 2015          | 24 يناير 2022 (أطيح به)  | 6 سنوات و26 أيام   | 2015                |               | الحركة الشعبية من أجل التقدم                                                                               | ثييبا                                                |
| –                    | بول هنري سانداوغو داميبا (1981–)      |        | 24 يناير 2022           | 30 سبتمبر 2022 (أطيح به) | 249 أيام           | –                   |               | عسكري | المنصب شاغر                                          |
| –                    | إبراهيم تراوري (1988–)                |        | 30 سبتمبر 2022          | في المنصب                | 2 سنوات و289 أيام  | –                   |               | عسكري | المنصب شاغر                                          |

## وصلات خارجية
- رؤساء العالم – بوركينا فاسو (بالإنجليزية)